# Saint-Cyr-en-Pail
Saint-Cyr-en-Pail – miejscowość i gmina we Francji, w regionie Kraj Loary, w departamencie Mayenne.
Według danych na rok 1990 gminę zamieszkiwały 463 osoby, a gęstość zaludnienia wynosiła 22 osób/km² (wśród 1504 gmin Kraju Loary Saint-Cyr-en-Pail plasuje się na 864. miejscu pod względem liczby ludności, natomiast pod względem powierzchni na miejscu 520.).